# Звёздочкин, Василий Петрович
Василий Петрович Звёздочкин (25 декабря 1876, Шубино, Подольский уезд, Российская империя — 22 января 1956, Загорск, Московская область) — русский токарь-игрушечник, один из создателей матрёшки.

## Биография
Василий Звёздочкин родился 25 декабря 1876 года в деревне Шубино Подольского уезда в крестьянской семье, окончил церковно-приходскую школу.
В 22 года он ушёл на заработки в Москву, работая в мастерской «Детское воспитание», принадлежавшей купцам Мамонтовым и расположенной по адресу Леонтьевский переулок, дом 7. Примерно в 1899—1900 годы Звёздочкин выточил куклу в форме женщины, внутри которой располагались ещё семь кукол меньшего размера. Согласно наиболее распространенной версии, кукол расписал художник-модернист Сергей Малютин, большую — с чёрным петухом, меньшую — в виде младенца, девочку с серпом, девочку с караваем, братца с сестрицей и ещё двух девочек. 

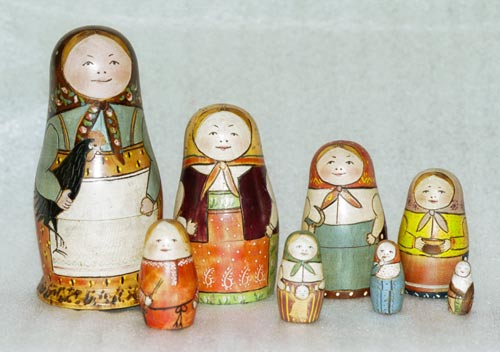
Матрёшка, сделанная Звёздочкиным и расписанная Малютиным

Весной 1900 года матрешку отвезли на Всемирную выставку в Париж, где она получила бронзовую медаль. Сам мастер считал себя единственным создателем игрушки, о чём писал в анкете и в воспоминаниях:

Работал токарем по дереву разных африканских пород. В 1900 году изобретаю трех- и шестиместную матрешку и посылаю на выставку в Париж. Увидел как-то в журнале подходящую чурку и по её образцу выточил фигурку, которая имела смехотворный вид, напоминала как будто монашенку и была „глухая“ (не раскрывалась). По совету мастеров Белова и Коновалова выточил её иначе, затем показали игрушку Мамонтову, который одобрил изделие, и отдал его расписывать группе художников, работавших где-то на Арбате.
В 1905 году после смерти основателей мастерской, Анатолия Мамонтова и Марии Мамонтовой, переехал в Загорск. В 1906 году получил большую золотую медаль на выставке в Милане. С 1913 года работал токарем-инструктором в школе профтехобразования.
21 декабря 1935 года за «эксплуатацию чужого труда» был лишен избирательных прав. Согласно выписке из протокола заседания Комиссии по народной игрушке Наркомата просвещения от 4 августа 1936 года, Всекомпромсовету было рекомендовано «обеспечить Звездочкину, имеющему без малого 40-летний стаж работы, условия для дальнейшей успешной работы по специальности». С 1949 года Василий Петрович заведовал токарным цехом местной артели «Художественная игрушка».
22 января 1956 года Василий Звёздочкин, будучи глуховат, погиб под колесами поезда на переезде неподалёку от железнодорожной станции Загорск, рядом с которой о жил. Был похоронен рядом с родственниками на Никольском кладбище в Сергиевом Посаде
.